# Philydor erythrocercum
A Philydor erythrocercum a madarak (Aves) osztályának verébalakúak (Passeriformes) rendjébe és a fazekasmadár-félék (Furnariidae) családjába tartozó faj.

## Rendszerezése
A fajt August von Pelzeln osztrák ornitológus írta le 1859-ben, az Anabates nembe Anabates erythrocercus néven. Jelenlegi besorolása vitatott, egyes szervezetek a Megaxenops nembe sorolják Megaxenops erythrocercus néven.

## Alfajai
- Philydor erythrocercum erythrocercum (Pelzeln, 1859)
- Philydor erythrocercum lyra Cherrie, 1916
- Philydor erythrocercum ochrogaster Hellmayr, 1917
- Philydor erythrocercum subfulvum P. L. Sclater, 1862
- Philydor erythrocercum suboles Todd, 1948[1]

## Előfordulása
Dél-Amerika északi részén, Bolívia, Brazília, Kolumbia, Ecuador, Francia Guyana, Guyana, Peru és Suriname területén honos. A természetes élőhelye a szubtrópusi vagy trópusi síkvidéki- és hegyi esőerdők, valamint mocsári erdők.

## Megjelenése
Testhossza 14-15 centiméter, testtömege 18-31 gramm.

## Életmódja
Ízeltlábúakkal táplálkozik.